# Jacques Martin (conduttore televisivo)
Jacques Martin (Lione, 22 giugno 1933 – Biarritz, 14 settembre 2007) è stato un conduttore radiofonico, conduttore televisivo e attore francese.

## Biografia

### Formazione

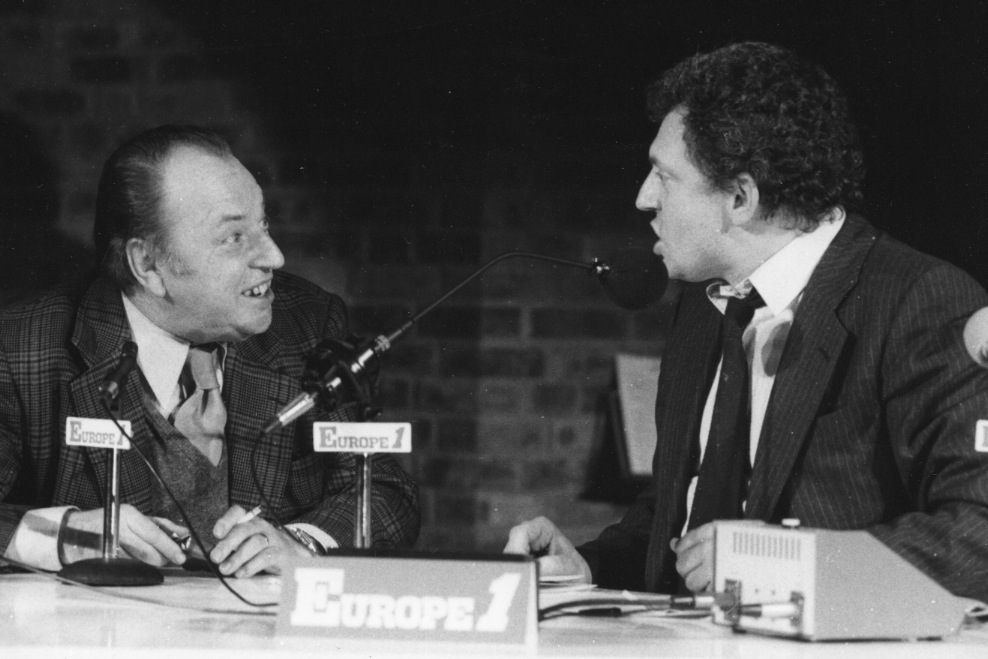
Germain Muller e Jacques Martin (a destra) nel 1978.

Figlio di Joannès Martin, industriale, e di Germaine Ducerf, Jacques Martin studiò in un collegio dei gesuiti. Attratto dalla carriera teatrale, nel 1949 prese lezioni di recitazione presso Charles Dullin.
Debuttò in televisione con lo pseudonimo di Ducerf su Télé-Strasbourg, poi rinominata France 3 Alsace, su cui condusse negli anni 1950 la trasmissione di varietà Pas très show. A Strasburgo fece altresì parte della troupe teatrale di Germain Muller, le Barabli, tra il 1959 e il 1962.
Per volontà di Jacques Chancel, fu trasferito all'ORTF dove, insieme a Jean Yanne, creò la trasmissione 1 = 3, che ebbe un grande successo. Tale programma si focalizzava sulla rappresentazione di parodie di grandi eventi storici. Uno di questi, in cui si presentavano Napoleone I e i suoi marescialli impegnati come ciclisti al Tour de France, causerà a Martin una citazione in giudizio e l'obbligherà a chiudere la trasmissione.
Nel 1969 condusse la cerimonia di premiazione al festival di Cannes, e sempre l'ORTF presentò Midi-Magazine e Midi Chez Vous con Danièle Gilbert, fino al 1972. Durante una di queste trasmissioni convinse il ministro delle Finanze di allora, Valéry Giscard d'Estaing, a suonare l'organo. Dal 1973 al 1974, con Évelyne Pagès condusse il varietà Taratata, ideato da Bernard Lion, che alternava canzoni a sketch comici.

### Carriera nello spettacolo
Jacques Martin ebbe anche esperienze come cantante, esibendosi con alcuni pezzi di Jacques Brel all'Olympia di Parigi e a Bobino, e partecipando alla trasmissione Le Palmarès des chansons. Scrisse lui stesso delle canzoni ed una commedia musicale, Petitpatapon, nel 1968, che fu un flop, per poi dirigere il film Na ! nel 1973. Ebbe esperienze come attore nei film e telefilm Erotissimo (1968), Sex-shop (1972), Le Rescapé de Tikéroa (Jean L'Hôte, 1983) e La signora è di passaggio (1982). Nel 1978 registrò con Jane Rhodes e Rémy Corazza una versione dell'operetta La bella Elena, per la regia Alain Lombard, interpretando Menelao.

### I successi televisivi
Nel gennaio 1975 Jacques Martin lanciò sull'ORTF (di lì a poco rinominata TF1) il programma Le Petit Rapporteur, una sorta di telegiornale satirico. Tuttavia, alcuni dissidi con la redazione e il suo contemporaneo impegno per realizzare un film per Carlo Ponti fecero chiudere la trasmissione il 26 giugno 1976. Nel 1977, invitato da Marcel Jullian, Jacques Martin si trasferì su Antenne 2 ed aprì il programma La Lorgnette (1976 -1977). Parallelamente, insieme a Jean Yanne presentò un programma radiofonico su RTL.
Negli anni seguenti, con programmi come Les Grands Enfants e Top à, Jacques Martin divenne con Michel Drucker e Guy Lux uno dei più popolari conduttori televisivi francesi. Nel 1977 e nel 1978 creò il programma contenitore Bon Dimanche, che comprendeva un range di programmi trasmessi settimanalmente la domenica: Ces messieurs nous disent (quiz) L'École des fans, condotta con Stéphane Collaro, Contre Ut e Musique and Music.
Tra tutte queste la trasmissione più popolare fu L'École des fans, creata il 30 gennaio 1977, nella quale i bambini interpretavano grandi canzoni d'autore. Vi partecipò anche una giovanissima Vanessa Paradis (il 3 maggio 1981 a 8 anni).
Dopo una pausa di due anni, nel 1980 Martin tornò in onda col programma Dessine moi un mouton.
Antenne 2 gli ridiede il suo spazio della domenica. Creò quindi il contenitore Dimanche Martin, registrato al théâtre de l'Empire di Parigi, un mix di comicità, variétà, satira e musica. All'interno di questo contenitore furono presentati i programmi Entrez les artistes, magazine culturale condotto con Daniel Patte, Incroyable mais vrai, rimpiazzato nel 1983 dal quiz Si j'ai bonne mémoire, a sua volta sostituito nel 1985 da Tout le monde le sait. A quest'ultimo si sostituì Le monde est à vous, trasmesso dal 1987 al 1997, che alternava un quiz a tema geografico con esibizioni dal vivo di artisti, soprattutto cantanti, accompagnati da una piccola orchestra. Questo programma, nel 1993, fu il luogo della prima apparizione pubblica in Francia per la diciottenne cantante romagnola Laura Pausini, fresca vincitrice del festival di Sanremo giovani, che cantò il suo brano di debutto La solitudine.
Nel 1997 il ciclo di Dimanche Martin si concluse, venendo sostituito dal programma Sous vos applaudissements, che ripropose L'École des fans, poi Les Voyageurs de l'histoire, Thé dansant, e Ainsi font, font, font, all'interno del quale debuttarono personaggi come Laurent Gerra, Virginie Lemoine, Laurent Ruquier, Julien Courbet e Laurent Baffie.

### Fine carriera
Parallelamente, Jacques Martin partecipò spesso con l'amico Jean Yanne al programma radiofonico Les Grosses Têtes, curato da Philippe Bouvard su RTL France, poi al programma On va s'gêner di Laurent Ruquier su Europe 1.
Nel 1998, appresa la decisione di France 2 di chiudere il programma Sous vos applaudissements a fine stagione, Jacques Martin fu vittima di un'emorragia cerebrale, che lo lasciò parzialmente paralizzato. Paul Ceuzin e Jean-Claude Brialy lo rimpiazzarono alla conduzione.
Nel marzo 1999 fu fatto cavaliere della Legion d'onore dal presidente francese Jacques Chirac.
Dopo alcune comparse in radio e tv, Martin si ritirò nella sua casa di Neuilly, poi, per il deteriorarsi della sua salute, in una casa di cura a Courbevoie. Nel novembre 2006 si stabilì all'hôtel du Palais di Biarritz, dove morirà il 14 settembre 2007 di cancro. Il giorno stesso, tutti i canali radiotelevisivi francesi modificarono la programmazione per rendergli omaggio.
I funerali si celebrarono il 20 settembre 2007 alla Cattedrale di Saint-Jean di Lione, in presenza dei suoi congiunti e di molteplici personalità del mondo dello spettacolo. In rappresentanza del governo giunsero Rachida Dati, ministro della Giustizia, Christine Albanel, ministro della Cultura e della Comunicazione, Rama Yade, segretario di stato per i Diritti dell'Uomo, e Christine Boutin, ministro dello Sviluppo del territorio. Assieme a loro il sindaco di Lione Gérard Collomb, oltre all'ex moglie Cécilia Sarkozy. Intervennero poi il presidente di France Télévisions, Patrick de Carolis, i giornalisti Stéphane Collaro e Pierre Bonte, la presentatrice Danièle Gilbert, l'umorista Laurent Gerra, il disegnatore Piem, i cantanti Chantal Goya e Enrico Macias e il cuoco Paul Bocuse.
Jacques Martin riposa al cimitero della Guillotière di Lione, nella tomba di famiglia.

## Vita privata
Martin era un gastronomo e cuoco molto competente, due passioni ereditate dal nonno Joannès Ducerf, chef de cuisine dello zar Nicola II di Russia, e gestore del ristorante L'Universel di Lione.
Ebbe otto figli da tre mogli, oltre alle relazioni extramatrimoniali con Marion Game e Danièle Évenou.
- Dal matrimonio con Annie Lefèvre ebbe due figli: David Martin, nato nel 1961, futuro cuoco e presentatore televisivo, e Élise.
- Dal 1968 a 1972 convisse con l'attrice Marion Game.
- Ebbe poi una storia con l'attrice Danièle Évenou, da cui ebbe due figli: Frédéric Martin (nato nel 1973), divenuto poi conduttore radiofonico, e Jean-Baptiste Martin (nato nel 1976), futuro attore e musicista.
- Si sposò poi con Cécilia Ciganer-Albéniz, da cui ebbe due figlie: Judith (nata nel 1984) e Jeanne-Marie (nata nel 1987). Il matrimonio si celebrò il 10 agosto 1984 al municipio di Neuilly-sur-Seine (e durò fino al 1988), celebrante il sindaco Nicolas Sarkozy, che in futuro si sarebbe poi sposato con Cécilia.
- Il 20 aprile 1992 sposò la cantante Céline Boisson, di 37 anni più giovane di lui, conosciuta durante le riprese di una puntata di Le monde est à vous. Da lei ebbe altri due figli, Juliette e Clovis, nati nel 1994 e nel 1999.

Due amici di Jacques, Pierre Bonte e Danièle Évenou rivelarono che Martin aveva, nella vita privata, un carattere irascibile e nervoso.

## Trasmissioni televisive
- 1964 : 1 = 3 con Jean Yanne.
- 1968-1971 : Midi-Magazine con Danièle Gilbert.
- 1973-1974 : Taratata con Évelyne Pagès.
- 1975-1976 : Le Petit Rapporteur
- 1976-1977: La Lorgnette
- 1977-1978 : Bon Dimanche
  - L'École des fans (1977-1998)
  - Ces messieurs nous disent (1977)
  - Contre Ut
  - Musique and music (1977-1978)
- 1980 : Dessine-moi un mouton
- 1980-1998 : Dimanche Martin
  - L'École des fans. (1977-1998)
  - Incroyable mais vrai (1980-1983) con Catherine Ceylac.
  - Les Voyageurs de l'histoire. (1980-1984).
  - Entrez les artistes (1980-1987) con Daniel Patte.
  - Le Kiosque à Musique (1980-1987).
  - Thé dansant (1982).
  - Si j'ai bonne mémoire (1983-1985).
  - Tout le monde le sait (1985-1986).
  - Comme sur un plateau (1987-1990) con Claude Sarraute e David Martin.
  - Le monde est à vous (1987-1997).
  - Ainsi font, font, font (1989-1996).
  - Sous vos applaudissements (1997-1998).

## Filmografia

### Cinema
- L'amore senza ma... (L'amour avec des si...), regia di Claude Lelouch (1962)
- Come sposare un primo ministro (Comment épouser un premier ministre), regia di Michel Boisrond (1964)
- Monsieur le président-directeur général, regia di Jean Girault (1966)
- Erotissimo, regia di Gérard Pirès (1969)
- Sex-shop, regia di Claude Berri (1972)
- Na !, regia di Jacques Martin (1973)
- La signora è di passaggio (La Passante du Sans-Souci), regia di Jacques Rouffio (1982)

### Televisione
- Le rescapé de Tikeroa, regia di Jean L'Hôte (1981)
- Les Cinq Dernières Minutes - serie TV, un episodio (1991)

## Teatro
- 1979 : Une case de vide one-man show scritto, diretto e interpretato da lui.

## Documentari
Sulla vita di Jacques Martin, France 2 ha prodotto il documentario Jacques Martin, les coulisses d'un empire, trasmesso in prima visione il 20 dicembre 2010.